# Marching on
Marching on is een nummer van de Volendamse band BZN uit 1979.
Het lied bevat militaristische klanken. De single stond negen weken in de Nederlandse Top 40, waar het de achtste plaats behaalde. In de Nationale Hitparade kwam het tot nummer 6.